# Gouves
Gouves – miejscowość i gmina we Francji, w regionie Hauts-de-France, w departamencie Pas-de-Calais.
Według danych z 1990 r. gminę zamieszkiwały 174 osoby, a gęstość zaludnienia wynosiła 66 osób/km² (wśród 1549 gmin regionu Nord-Pas-de-Calais Gouves plasuje się na 1035. miejscu pod względem liczby ludności, natomiast pod względem powierzchni na miejscu 866.).